# Nora och Hjulsjö bergslag

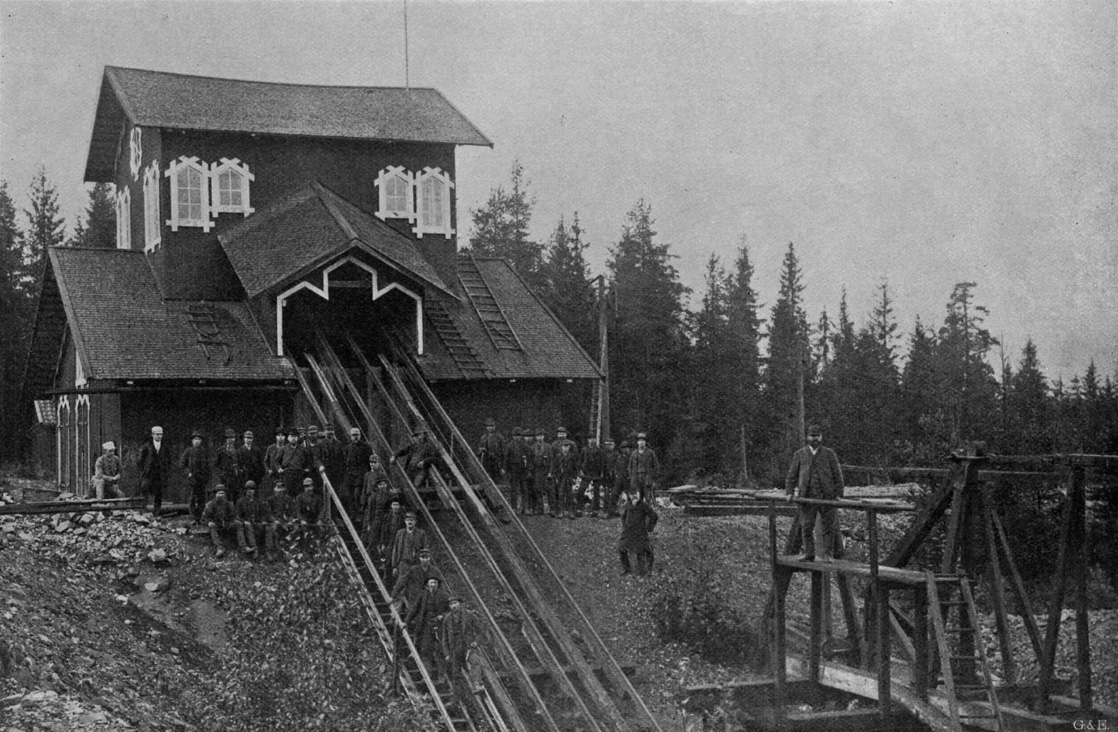
Komministergruvan i Striberg

Nora och Hjulsjö bergslag var ett  härad i den nordvästra delen av landskapet Västmanland. Häradet omfattade hela nuvarande Nora kommun samt delar av Hällefors kommun, vilka båda är delar av Örebro län.  Den totala arealen mätte drygt 934 km² och befolkningen uppgick år 1912 till 11 567 invånare. Tingsställe var Nora.

## Geografi
Nora och Hjulsjö bergslag utgjordes av ett vidsträckt område med Järleån och sjöarna Vikern, Norasjön och Fåsjön i söder. I den sistnämnda mynnar Rastälven vilken avvattnar de många mindre sjöarna i bergslagets norra delar, till exempel Grängen och Sången. I väster återfinns sjön Grecken. Området är en del av den vidsträckta Noraskog vilken i norr även omfattar Grythytte och Hällefors bergslag. Landskapet är bergigt åt norr och väster där kullarna överskrider 300 m ö.h. Det huvudsakliga näringarna har historiskt varit skogs- och bergsbruk, och häradet torde inte varit självförsörjande beträffande jordbruksarealerna. Bergslaget gränsade i söder till Örebro härad och i väster till Karlskoga bergslags härad och Grythytte och Hällefors bergslag. I nordost låg Nya Kopparbergs bergslag, i öster Lindes och Ramsbergs bergslag och i sydöst Fellingsbro härad.
Häradet inneslöt en staden Nora, men saknade i övrigt köpingar och municipalsamhällen. Största tätorten är numera Gyttorp, beläget cirka 35 km nordväst om Örebro.

### Socknar
Nora och Hjulsjö bergslag omfattade fyra socknar.
I Nora kommun
- Nora
- Järnboås
- Viker från 1871, utbruten ur Nora socken

I Hällefors kommun
- Hjulsjö

Nora stad hade egen jurisdiktion, rådhusrätt, till 1952 då den blev en del av detta härads jurisdiktion.

## Historik
Slättbygderna i landskapet Närke befolkades tidigt vilket många fornlämningar vittnar om. Namnet härrör ursprungligen från namnet på dess invånare närborna vilket kan härledes till Närsundet i området kring Kvismare kanal sydost om Örebro. Närborna var således de som bodde vid sundet. Under 1300-talet hade landskapet ungefär samma utsträckning som idag, och utgjorde en egen lagsaga med egen lagbok. Under denna tid räknades området Noraskog till just Närke, och kom först under 1570-talet att hamna under slottslänet i Västerås och kom därefter att räknas till landskapet Västmanland. Detta hade tidigare inte utsträckt sig längre västerut än till Järleån strax öster om Nora. Under mitten av 1600-talet kom området att utgöra ett eget län som kom under Örebro län först år 1648. Under medeltiden var den norra delen av bergslaget mestadels skogsbygd medan det kring Nora förekom en viss bergshantering, med bergsprivilegier utfärdade redan under 1300-talet. Namnet Nora kommer av fornsvenskans Norir som är en pluralform av Nor med betydelsen långsmalt vattendrag eller bäck. Under 1600-talet kom bergsbruket också att sprida sig till bergslagets övriga områden och en inflyttning av finska nybyggare ledde till att en så kallad finnmark uppstod, vars ursprung var tydligt ännu in på 1800-talet.
I häradet fanns bergslag för bergslagsjurisdiktionen, nämligen Nora bergslag och Hjulsjö bergslag, som givit det civila häradet sitt namn.
Staden Nora fick stadsrättigheter år 1643 tillsammans med Lindesberg vilket ledde till att de omkringliggande bruken därmed blev bundna till den nya stadsbildningen där också bergslagets tingsplats var belägen. När detta tvång försvann kom staden istället att gå i stå, och det var inte förrän landets första järnväg Nora-Ervalla Järnväg (NEJ) öppnades år 1856, som staden fick en nytändning. Detta innebar förbättrade kommunikationer till vänerhamnen vid Otterbäcken för traktens järnbruk, som dittills varit hänvisade till vattenlederna. Norabygden lär vid denna tid ha varit en av de främsta tackjärnleverantörerna till industrialismens England, innan de stora fyndigheterna i Lappland kunde exploateras.
Till bergslagets gruvsamhällen och bruksorter räknas bland andra Pershyttan ett par kilometer söder om Nora med masugnar och gruvor som härrör från medeltiden; Striberg med flera gruvor, den sista nedlagd år 1967 samt Järle bruk i Nora socken. Järle fick faktiskt stadsrättigheter redan år 1642, det vill säga före både Lindesberg och Nora. Syftet var att befolkningarna i dessa orter tillsammans skulle skapa en stad kring en tänkt utbyggd kanal, men någon stad blev aldrig byggd på grund av befolkningens ovilja att flytta dit. Stadsprivilegierna har dock aldrig återkallats. I bygderna kring Hjulsjö och Järnboås i bergslagets norra delar har flera hyttor legat. I Järnboås socken låg tidigare kurorten Nyhyttan med en badanstalt driven av frikyrkorörelsen.
Norabygden har i modern tid fått sin beskärda del av nytänkande arkitektur. När staden Nora byggdes ut under början av 1900-talet var det efter trädgårdsstadens ideal. Brukssamhället Gyttorp sydväst om Nora fick sina centrala delar ombyggda mellan åren 1945 och 1955 av Ralph Erskine som ett av hans första större projekt.

## Län, fögderier, domsagor, tingslag och tingsrätter
Häradet har från 1779 hört till Örebro län, innan dess Närkes och Värmlands län. Församlingarna tillhör(de) Västerås stift.
Häradets socknar hörde till följande fögderier:
- 1720-1856 Nora och Linde fögderi
- 1856-1966 Nora fögderi
- 1967-1990 Lindesbergs fögderi

Häradets socknar tillhörde följande domsagor, tingslag och tingsrätter:
- 1680-1903 Nora och Hjulsjö bergslags tingslag inom
  - 1680-1771 Norra Närkes domsaga
  - 1772-1854 Nora, Ljusnarsbergs, Linde/Ramsbergs och Grythytte häraders domsaga
  - 1855-1903 Nora domsaga (Nora/hjulsjö, Grythytte/Hällefors och Karlskoga härader)
- 1904-1950 Nora tingslag i Nora domsaga
- 1951-1970 Lindes och Nora domsagas tingslag i Lindes och Nora domsaga (Grythytte/Hällefors, Nora/Hjulsjö, Fellingsbro, Nya Kopparbergs samt Linde och Ramsbergs härader)

- 1971-2005  Lindesbergs tingsrätt och dess domsaga
- 2005- Örebro tingsrätt och dess domsaga